# Beefcake
Beefcake é um termo de língua inglesa relacionado com homens nus ou em nudez total. Também pode se referir a um gênero ou a uma pessoa. Geralmente é usada como sinônimo para atração sexual masculina, embora seu uso tenha se expandido tendo ela associado qualquer homem que tenha interesse em fisiculturismo e musculação. 

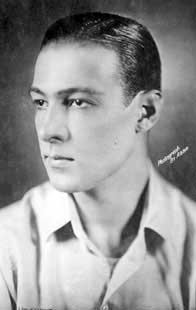
Rodolfo Valentino.

## Atores beefcakes
As poses Beefcake masculinas não foram usadas com tanta freqüência como as pin-ups de calendários, que são consideradas o seu equivalente feminino.  Entrementes, em meados dos anos de 1920 diversas fotografias nessas poses foram sendo tiradas, tendo como um dos primeiros exemplos de apelo corporal os atores de Hollywood Rudolph Valentino e Ramón Novarro. Fotos seminuas de homens foram sendo tiradas com menos frequência nos anos seguintes, embora fossem comuns aparecerem cenas em filmes de selva, como em algumas obras dos atores Johnny Weissmuller (de Tarzan) e Buster Crabbe.  Nos anos de 1940 ocorreu um aumento de filmes que tinham cenas com atores sem camisa, sendo muitas estrelas consideradas bonitas na época apareceram seminuas, como Tyrone Power, Guy Madison, Sterling Hayden e Victor Mature; na década seguinte, as revistas voltadas para o cinema começaram a mostrar fotos de atores em trajes de banho, entre eles Tony Curtis, Rock Hudson, Tab Hunter, Jeff Chandler, Robert Conrad e Robert Wagner junto das atrizes da época. Esse período coincidiu com o aumento de revistas voltadas para o Fisiculturismo, revistas essas que até hoje são populares, e o aparecimento de atores musculosos que apareciam seminus em seus filmes, sendo o mais notável Steve Reeves.
Outros atores ocasionalmente apareciam em fotos beefcake, como Errol Flynn, Robert Taylor, John Payne, Jeffrey Hunter, Rory Calhoun, Peter Lupus, Rod Taylor e Joe Dallesandro. Em alguns de seus filmes, o cantor Elvis Presley também aparecia sem camisa.

## 1970 até hoje
Desde a década de setenta, Sam J. Jones, Tom Selleck, Mark Harmon, Victor Webster, Antonio Sabato Jr (ex modelo de cuecas da  Calvin Klein) e o líder da banda   Type O Negative, Peter Steele, posaram em fotos  beefcake. Os anos setenta foram os anos de ouro do beefcake com o surgimento da revista Playgirl e suas fotos de nudez total. A revista Cosmopolitan volta e meia publicava fotos de atores quase nus, como Burt Reynolds, sem contra que a indústria pornográfica gay dava seus primeiros passos. 

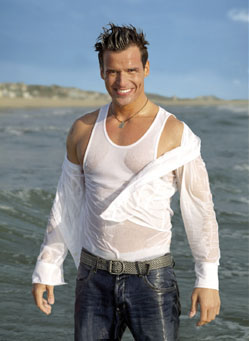
Antonio Sabato Jr.

Hoje em dia, é comum se ver atores considerados sex symbols em fotos de beefcake em revista de assuntos gerais, como Brad Pitt e Hugh Jackman. Enquanto que muitos atores posam no máximo sem camisa para manter uma imagem “conservadora”, outros atores são menos prudentes, chegando até a caminhar pela pornografia. 

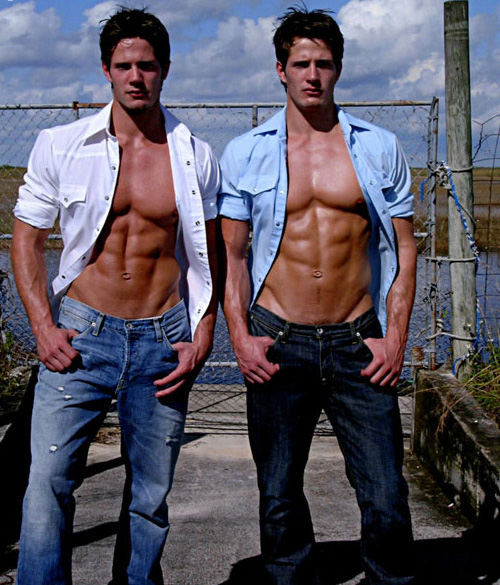
Os gêmeos Carlson apareceram em diversas fotos desde promocionais até de nudez total.

Na propaganda, fotos beefcake de modelos tornaram-se um ingrediente popular para “erotizar” propagandas dos mais diversos tipos. O artista britânico Nick Kamen  é mais  reconhecido pela sua performance beefcake de 1985 para o comercial intitulado "Launderette" (Lavanderia) da Levis, onde ele tira a roupa em uma lavanderia estilo década de 50 e espera a calça lavar usando somente sua cueca boxer. O comercial foi escolhido entre os “100 melhores comerciais de TV” em 2000, tendo sido copiado diversas vezes, ora com o modelos seminus, ora com nudez total. 
Em 1997, o segundo episódio da série South Park, Weight Gain 4000 , apresenta Eric Cartman como vendedor de um produto ficcional chamado Weight Gain 4000.  No episódio, Cartman repete várias vezes a palavra "BEEFCAAAAKE!"

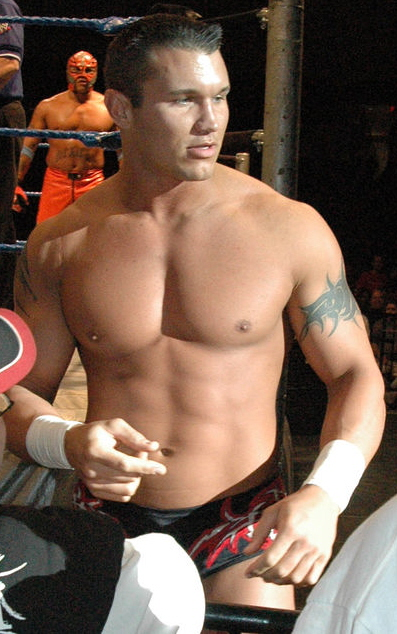
O lutador Randy Orton, mostrado aqui em um show da WWE em 2005, tipifica os atributos comuns de um beefcake - musculoso e com pouca roupa.

Muitos bodybuilders profissionais anunciam seus serviços, oferecendo conselhos de nutrição, treinamento, etc. Sendo que às vezes postam seus vídeos na internet enquanto treinam. 
Um filme de 1999 chamado Beefcake (filme) conta a história da Athletic Model Guild, uma empresa conhecida por ser uma das pioneiras em fotos masculinas nuas.